# Ferdinand Keller (football)
Pour les articles homonymes, voir Ferdinand Keller et Keller.
Ferdinand Keller, né le 30 juillet 1946 à Munich en Bavière et mort le 11 décembre 2023, est un joueur international de football allemand actif dans les années 1969-1979, au poste d’attaquant.

## Biographie
Ferdinand Keller naît le 30 juillet 1946 à Munich (Bavière).

### Carrière
Il effectue cinq saisons en D1 de Bundesliga avec le TSV 1860 München, Hannover 96 puis le Hamburger SV. 
Il ne joue qu'un seul match avec l'équipe d'Allemagne, lors d'un match amical contre l'équipe d'Autriche.

### Décès
Ferdinand Keller meurt le 11 décembre 2023 âgé de 77 ans.

## Palmarès
- 1 sélection et 0 but en équipe d'Allemagne lors de l'année 1975
- Vainqueur de la Coupe d'Europe des vainqueurs de coupe en 1977 avec Hambourg